# Sucralfat
Sucralfat  ist ein Aluminium-Salz von Saccharosesulfat.

## Wirkung
Durch die Einnahme von Sucralfat entsteht ein Schutzfilm aus Sucralfat-Protein-Komplexen, der die Magenschleimhaut und einen möglichen Ulcusgrund bedeckt. Ferner bindet Sucralfat Pepsin und Gallensäuren. Zusätzlich wirkt es schützend auf die Schleimhaut durch Prostaglandin-, Bicarbonat- und Mucus-Bildung.

## Nebenwirkungen
Aluminium führt zu Verstopfung.

## Indikation
Anwendung findet Sucralfat in der Therapie eines Ulcus duodeni oder Ulcus ventriculi („Stressulcus“) und deren Prophylaxe. Außerdem kann es zur Behandlung der Refluxösophagitis eingesetzt werden.

## Interaktion
Im Vordergrund steht eine verminderte Aufnahme bestimmter Substanzen aufgrund einer Erhöhung des pH-Wertes im Magen und/oder Bindung der Substanzen im Gastrointestinaltrakt. Aus diesem Grunde wird empfohlen, einen Zeitraum von mindestens 2 Stunden zwischen der Einnahme von Sucralfat und anderen Substanzen einzuhalten. Wechselwirkungen bestehen z. B. mit: Betablockern, Antibiotika (wie Cephalosporinen, Gyrasehemmern und Tetracyclinen),  L-Thyroxin, Theophyllin, Vitamin B12 und Digitalis.

## Handelsnamen
Monopräparate
Sucrabest (D), Sucralan (A), Ulcogant (D, A, CH), diverse Generika (D, A)